# Joseph Wiseman

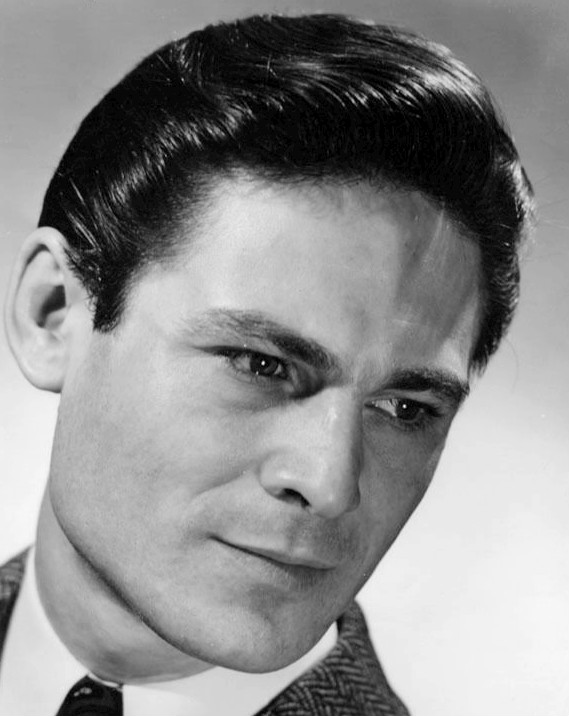
Joseph Wiseman, 1950

Joseph Wiseman (* 15. Mai 1918 in Montreal; † 19. Oktober 2009 in New York City) war ein kanadischer Schauspieler.

## Leben
Wiseman erlangte seinen Highschool-Abschluss 1935 an der John-Adams-Highschool in Queens, New York. Er war erfolgreicher Theaterschauspieler. Sein Debüt am Broadway gab er 1938, wo er in Stücken wie König Lear (Shakespeare) oder Onkel Wanja (Tschechow) auftrat. Sein letztes Engagement hatte er 2001 in Judgment at Nuremberg. 
Wisemans bekannteste Rolle im Kino war die des Dr. Julius No im ersten James-Bond-Film Dr. No von 1962. Zu seinen weiteren Spielfilmen gehörten Viva Zapata! neben Marlon Brando, William Friedkins Die Nacht, als Minsky aufflog sowie der Western Lawman mit Burt Lancaster. Seit den 1950er Jahren spielte er Gastrollen in Fernsehserien wie Twilight Zone, MacGyver, Das A-Team und Law & Order. Zwischen 1986 und 1988 hatte er eine der Hauptrollen in der Serie Crime Story.
1943 heiratete er die Stimmtrainerin Nell Kinard. Das später geschiedene Paar hatte eine Tochter, Martha. 1964 heiratete Wiseman die drei Jahre jüngere Tänzerin Pearl Lang, diese Ehe hielt bis zu ihrem Tod im Frühjahr 2009. Joseph Wiseman starb noch im selben Jahr im Alter von 91 Jahren.

## Filmografie (Auswahl)
- 1950: With These Hands
- 1951: Polizeirevier 21 (Detective Story)
- 1952: Viva Zapata!
- 1952: Die Legion der Verdammten (Les Miserables)
- 1954: Der silberne Kelch (The Silver Chalice)
- 1955: Tempel der Versuchung (The Prodigal)
- 1957: Ums nackte Leben (The Garment Jungle)
- 1960: Denen man nicht vergibt (The Unforgiven)
- 1960/1961: Die Unbestechlichen (The Untouchables; Fernsehserie, 2 Folgen)
- 1962: Rendezvous in Madrid (The Happy Thieves)
- 1962: James Bond – 007 jagt Dr. No (Dr. No)
- 1962: Twilight Zone (The Twilight Zone, Fernsehserie, Folge One More Pallbearer)
- 1965: James Bond 007 – Feuerball (Thunderball, Stimme von Blofeld)
- 1968: Bye Bye Braverman
- 1968: Die Nacht, als Minsky aufflog (The Night They Raided Minsky’s)
- 1969: Stiletto
- 1971: Lawman
- 1972: Pursuit (Fernsehfilm)
- 1972: Ein Sheriff in New York (McCloud; Fernsehserie, Folge Fifth Man in a String Quartet)
- 1972: Die Valachi Papiere (Carteggio Valachi)
- 1974: Duddy will hoch hinaus (The Apprenticeship of Duddy Kravitz)
- 1976: Die Straßen von San Francisco (The Streets of San Francisco; Fernsehserie, Doppelfolge The Thrill Killers)
- 1978: Der Clan (The Betsy)
- 1979: Buck Rogers (Buck Rogers in the 25th Century)
- 1979: Buck Rogers (Fernsehserie, 1 Folge)
- 1979: Jaguar lebt! (Jaguar Lives!)
- 1981: Masada (Miniserie, 4 Folgen)
- 1983: Magnum (Magnum, p.i., Fernsehserie, Folge Birdman of Budapest)
- 1984: Das A-Team (The A-Team, Fernsehserie, Folge The Bell’s of St. Mary’s)
- 1986: Das Geschäft des Lebens (Seize the Day)
- 1986–1988: Crime Story (Fernsehserie, 18 Folgen)
- 1989: MacGyver (Fernsehserie, Folge The Battle of Tommy Giordano)
- 1994: L.A. Law – Staranwälte, Tricks, Prozesse (L.A. Law, Fernsehserie, Folge Finish Line)
- 1996: Law & Order (Fernsehserie, Folge Family Business)

## Broadway (Auswahl)
- 1938: Abe Lincoln in Illinois
- 1943: The Barber Had Two Sons
- 1947: Anthony and Cleopatra
- 1955: The Lark
- 1957: The Duchess of Malfi
- 1969: In the Matter of J. Robert Oppenheimer
- 1976: Zalmen or The Madness of God
- 1989: The Tenth Man
- 2001: Judgment at Nuremberg